# Chauhar al-Siqilí
Chauhar ibn Abdalá (en árabe: جوهر  بن عبد الله‎: جوهر  بن عبد الله; ?-28 de abril del 992) fue un general fatimí que dirigió la conquista del Magreb y posteriormente la de Egipto, para el califa al-Muiz. Fue virrey de Egipto hasta la llegada a Egipto de al-Muiz en el 973 y afianzó el dominio de la dinastía sobre la región, fundando además El Cairo. Seguidamente se retiró de la vida pública hasta su muerte.
Se lo conoce con diversos nisba: al-Saqli(الصقلي, al-Ṣiqillī, el Siciliano), al-Saqlabí (الصقلي, al-Ṣaqlabī, el Eslavo), al-Rumi (الرومي, al-Rūmī, el Bizantino) y con los títulos de al-Katib (الكَاتِب, al-Kātib, el Secretario) y al-Qaíd (القائد, al-Qāʾid, el General).

## Orígenes
Se desconoce en qué fecha nació, pero dado que falleció en el 992, y el apogeo de su carrera aconteció entre los años 950 y 975, no pudo haber nacido antes de la década del 900. Era de origen eslavo (saqaliba). Su padre, Abdalá, era esclavo, pero Chauhar aparece en las fuentes como liberto.

## Comienzos y conquista del Magreb
Aparece por primera vez como paje (ghulam), y posiblemente secretario, del tercer califa fatimí, al-Mansur (946-953). En 958, el hijo y sucesor de este, al-Muiz (953-975) lo escogió para dirigir una campaña para restablecer el dominio fatimí en el Magreb central y occidental. En esta campaña, Chauhar dio las primeras muestras de un talento militar excepcional. Condujo a los  ejércitos del califa a la victoria sobre los cenetes, una tribu bereber aliada a los rivales de los fatimíes, los omeyas del Califato de Córdoba, derrotando y matando a su jefe, Yala ibn Muhammad al-Yafrani. Seguidamente se encaminó hacia el sureste, a Siyilmasa, donde apresó y dio muerte a su señor, Muhammad ibn al-Faz ibn Maimún ibn Midrar. Volvió al norte, a Fez un año más tarde, en octubre del 960; conquistó la ciudad por asalto el 13 de noviembre y capturó al gobernador omeya, Ahmad ibn Abi Bakr al-Judhami. Con esta victoria, todo del Magreb, salvo Tánger y Ceuta, quedó bajo autoridad fatimí, directa o indirecta. Como señal de la victoria que había conseguido, se afirma que Chauhar envió al califa en Ifriqiya unas tinajas con peces vivos del océano Atlántico.

## Conquista de Egipto
Después de haber asegurado las fronteras occidentales, se dirigió a Egipto, región que arrebató a los ijshidíes en el 969 tras asediar Guiza. A la conquista le precedió un tratado con el visir ijshidí Abu'l-Fadl Chafar ibn al-Fadl que extendió la libertad de culto a la región. Los conquistadores fatimíes encontraron escasa resistencia en Egipto. Chauhar lo gobernó en calidad de virrey hasta el 972.
Las huestes de Chauhar ocuparon Palestina al tiempo que Egipto, pero no pudieron hacer lo mismo con Siria, pues fueron vencidas por los cármatas en Damasco. Estos invadieron a continuación Egipto, pero Chauhar los derrotó al norte de El Cairo el 22 de diciembre del 970, lo que no acabó con la guerra entre los dos bandos, que persistió hasta el 974. 
Por otra parte, para asegurar la frontera meridional de Egipto, Chauhar despachó una embajada a la Nubia cristiana.
Chauhar cayó en desgracia con su señor tras establecerse en El Cairo. Bajo su sucesor al-Aziz (975-996), en cuya entronización Chauhar desempeñó un papel señalado, fue rehabilitado. Fue regente nuevamente hasta el 979, pero perdió todo poder tras ser derrotado nuevamente cerca de Damasco en una campaña que acometió contra Siria. 
Falleció el 28 de abril del 992.